# Ramal ferroviario Carhué-Rivera-Doblas
El Ramal Carhué - Rivera - Doblas pertenece al Ferrocarril Domingo Faustino Sarmiento, Argentina.

## Ubicación
Se halla en las provincias de Buenos Aires y La Pampa corriendo de este a oeste.
Tiene una extensión de 120 km entre las ciudades de Carhué y Doblas.

## Servicios
Es un ramal secundario de la red, no presta servicios de pasajeros. Sus vías están concesionadas a la empresa FerroExpreso Pampeano para servicios de cargas.